# Daniil Strahov
Daniil Strahov (n. 2 martie 1976, Moscova) este un actor rus.                      
S-a născut într-o familie tipică de intelectuali moscoviți, în care alți actori nu au mai fost, tatăl său fiind lingvist, iar mama - terapeut. Părinții au divorțat pe când Daniil era foarte mic, de aceea foarte mult timp el a locuit cu bunicii. În prezent tatăl său locuiește în Boston - SUA, unde scrie cărți și conduce revista PALAEOSLAVICA.
Primele aptitudini actoricești au apărut încă pe când era la școală. Strahov s-a implicat activ în producțiile Școlii de Teatru FANTEZIA, apoi a urmat o școală experimentală de pe lângă Academia Pedagogică, fiind sub conducerea lui Alexandru Naumovici. Daniil Strahov a dorit sa urmeze Facultatea de Drept, iar decizia de a deveni actor i-a surprins pe toți. Aflând despre decizia fiului lor, soții Strahov au încercat să-l ajute. Din întâmplare ei l-au găsit pe artistul popular, Oleg Vavilov, de la Teatrul MALAYA BRONAYA, care i-a dat lui Daniil primele lecții de actorie.
În 1993, Daniil Strahov își depune actele la trei școli mari de teatru din Rusia, dar reușește să intre la Academia de Teatru Boris Shchukin, pe care o absolvește în 1997. Tot aici se întâlnește cu viitoarea sa soție, actrița Maria Leonova.
Debutează în actorie în filmul The Resistible Rise of Arturo Ui. New Version, regizat de Boris Blank.
1997-1998
Primul său rol de succes este Nicolai Ableuhov, în piesa PETERSBURG, rol pentru care a luat premiul pentru cel mai bun actor debutant. Alte roluri importante din cariera sa teatrală sunt  Sebastian în A douăsprezecea noapte, Chikatilo în Chikatilo on Death Row, Dorian Gray în Portretul lui Dorian Gray, Caligula în  Caligula, Paris în Romeo și Julieta, Mikhail Platonov în PLATONOV și altele.
În 2000 începe cariera lui Daniil Strahov ca actor de televiziune, primind roluri în diverse seriale tv. Rolul baronului Vladimir Korf, din serialul Sărmana Anastasia i-a adus lui Strahov cea mai mare faimă,  făcându-l cel mai popular actor de televiziune al anului și aducându-i admirația fanilor de pe toate continentele. Își face debutul în cinematografie în 2006, când obține rolul lui Vladimir Rogozhkin în filmul Peregon.

## PREMII
1. Laureat al premiului pentru Cel mai Bun Actor debutant în cadrul Festivalului "Debutul Moscovei 97-98"(1998 - pentru rolul cneazului Ableuhov din spectacolul PETERSBURG);
2. Premiul mare în cadrul festivalului "Ciaica" - Pescărușul, la secțiunea "Rocovoi mujcina" - pentru rolul lui Dorian GREI din spectacolul PORTRETUL LUI DORIAN GREI - 2001;
3. Laureat al premiului "Cel mai bun rol masculin", în cadrul Festivalului Internațional al Școlilor de Teatru din Varșovia, pentru rolul lui Platonov, din spectacolul PLATONOV- 2002.

## FILME ȘI SERIALE în care a jucat Daniil Strahov
1. Cariera Arturo Ui. Versiunea Nouă - 2000;
2. Maroseika 12. Fără pariuri - 2000;
3. Detectivii. Adonis cel pierdut - 2001;
4. Luminile nordului -2001;
5. Al cincilea colț - 2001;
6. Brigada - 2002;
7. Wilis -2002;
8. Rolul principal - 2002; 
9. Cel mai bun oraș de pe pământ - 2003;
10. Aventuri de anul nou - 2002;
11. Întotdeauna spune ÎNTOTDEAUNA - 2003;
12. Evlampia Romanov. Manichiura pentru morți -2003;
13. Sărmana Anastasia -2003;
14. Întotdeauna Spune ÎNTOTDEAUNA 2 -2004;
15. Copiii Arbatului - 2004;
16. Cititorul în stele  - 2004;
17. Agenții economici - 2004;
18. Talismanul dragostei -2005;
19. Porțile furtunii -2006;
20. Peregon -2006;
21. Noiembrie fierbinte -2006;
22. Întotdeauna spune ÎNTOTDEAUNA 3 - 2006;
23. Gioconda pe asfalt -2007;
24. Model - 2007;
25. Dragoste pe muchie de cuțit - 2008;
26. Suntem din viitor - 2008;
27. Binecuvântat - 2008;
28. Jocul - 2008;
29. Coloana judiciară - 2008;
30. The trap -2009;
31. Isayev - 2009;
33. Poștașul întotdeauna sună de două ori -2010.
34.Gară pentru trei - 2010.